# 886 Washingtonia
886 Washingtonia
886 Washingtonia là một tiểu hành tinh ở vành đai chính. Nó được George Henry Peters phát hiện ngày 16.11.1917 ở Washington, D.C. (Hoa Kỳ), và được đặt theo tên George Washington, tổng thống Mỹ.